# بوئي أباد (جلغة بهاباد)
بوئي أباد (بالفارسية: بوئی‌آباد) هي قرية تقع في إيران في قسم جلغة الريفي. يقدر عدد سكانها بـ 54 نسمة .